# Ngauranga Interchange
Ngauranga Interchange - główne skrzyżowanie (węzeł drogowy) na przedmieściach Wellington, w dzielnicy Ngauranga. Łączy New Zealand State Highway 1 z New Zealand State Highway 2 i umożliwia podróżnym podłączenie się do Hutt Road, która prowadzi do portu morskiego. Większość ruchu drogowego w Wellington skupia się wokół tego węzła. 

## Historia
Przez wybudowaniem węzła, na jego obecnym miejscu znajdował się system sygnalizacji świetlnej na skrzyżowaniu między Hutt Road (SH2) i Centennial Drive (SH1). W momencie otwarcia autostrady Wellington Urban Motorway w 1969 roku, węzeł został przeistoczony w klasyczne rozwidlenie dróg. W ciągu kilku miesięcy dopracowano je do takiego wyglądu, jaki ma obecnie.
W 1984 roku otworzono dwa nowe rozjazdy, taki wygląd węzeł zachował do dzisiaj.